# Возвращение с орбиты
«Возвраще́ние с орби́ты» — советский фильм 1983 года киностудии имени Довженко, мелодрама о тяжёлых буднях космонавтов. В фильме использованы кадры, снятые космонавтами на борту орбитальной станции «Салют-7» во время полёта специально для фильма.

## Сюжет
Павел Кузнецов и Вячеслав Мухин являются не только хорошими друзьями, но и считаются самым подготовленным экипажем в отряде космонавтов. Они много лет готовились к первому совместному полёту, но на старте произошла авария ракеты-носителя, а космонавтов спасла система аварийного спасения.
Незадолго до нового совместного запуска у Кузнецова скоропостижно умирает жена, оставив его с маленькой дочкой. Находясь в глубоком трауре, он не только отказывается лететь в космос, но и решает навсегда расстаться с космонавтикой. Мухин догоняет поезд Кузнецова, на котором он покидает Байконур, но не может убедить его забрать рапорт. Сойдя на пустынной станции, он среди ночи звонит своей подруге Саше и предлагает выйти за него замуж. На следующий день Мухин стартует с другим напарником.
Услышав по радио сообщение ТАСС о запуске, сосед Кузнецова по купе характеризует работу космонавтов как лёгкую прогулку за наградами и славой, но Кузнецов напоминает ему, что они могут и не вернуться.
В ходе полёта на орбитальной станции происходит авария в электроцепи стыковочного узла, в результате которой напарник Мухина получает серьёзное ранение и должен быть срочно отправлен на Землю. Однако в результате аварии их корабль не может отстыковаться от станции. Кузнецова по приказу руководителя отряда космонавтов генерал-майора Свиридова снимают с поезда, и он с напарником вылетает на втором корабле на помощь Мухину.
Перетащив раненого космонавта через открытый космос на корабль Кузнецова, который затем возвращается на Землю, Мухин и Кузнецов восстанавливают работу станции и покидают её. Однако их корабль попадает под метеорный поток, который пробивает обшивку агрегатного отсека и повреждает маневровые двигатели и систему ориентации. Космонавты закрывают шлемы и переходят на резервный запас кислорода, которого у них остаётся максимум на 12 часов.
В этот раз на помощь вылетает генерал-майор Свиридов. Из-за того, что из корабля Кузнецова выходит воздух, он сильно вращается вокруг своей оси, что делает стыковку с кораблём Свиридова почти невозможной. Воспользовавшись идеей Мухина, Кузнецов выходит из корабля в открытый космос и останавливает его вращение при помощи баллона со сжатым газом и запасного двигателя системы ориентации.
До стыковки кораблей остаётся совсем чуть-чуть, Кузнецов готовится как можно скорее подключить воздушный шланг, но в это время у него заканчивается кислород. Мухин переключает подачу кислорода со своего скафандра на скафандр друга, обрекая себя на смерть…

## В ролях
- Юозас Будрайтис — Павел Кузнецов, полковник морской авиации, лётчик-космонавт
- Виталий Соломин — Вячеслав Мухин, инженер, лётчик-космонавт
- Александр Пороховщиков — Алексей Евгеньевич Свиридов, генерал-майор авиации, начальник центра подготовки космонавтов
- Тамара Акулова — Саша, подруга Вячеслава Мухина
- Игорь Васильев — руководитель космических полётов
- Любовь Соколова — Софья Петровна, тёща Павла Кузнецова
- Игорь Дмитриев — врач-офтальмолог, кандидат медицинских наук, попутчик Кузнецова в поезде
- Валерий Юрченко — Валерий Романов, подполковник, лётчик-космонавт
- Михаил Чигирев — Павлов, лётчик-космонавт

## Съёмочная группа
- Автор сценария: Евгений Месяцев
- Режиссёр-постановщик: Александр Сурин
- Оператор-постановщик: Сергей Стасенко
- Художники-постановщики: Сергей Бржестовский и Виталий Лазарев
- Композитор: Эдуард Артемьев
- Руководитель группы каскадёров: Александр Филатов
- Главные консультанты: лётчики-космонавты СССР, дважды Герои Советского Союза Владимир Шаталов и Валерий Кубасов
- Звукорежиссёр: Виктор Лукаш

## Съёмки фильма
- Съёмки в космосе производились на советской космической станции «Салют-7» и космическом корабле «Союз Т-9» космонавтами Владимиром Ляховым и Александром Александровым.
- Съёмки также велись в Центре подготовки космонавтов им. Ю. А. Гагарина и в Центре управления полётами (ЦУП).
- Комбинированные съёмки сцен в космосе готовились четыре месяца. Был построен затемнённый павильон, обшитый чёрной бархатной тканью, а для имитации работы в невесомости использовалась система тросов. Создатели эффектов получили диплом «За самый сложный технический кадр» международного фестиваля в Париже [какого?][2].
- Спустя два года похожие события произошли в реальной жизни — станция «Салют-7» потеряла связь с ЦУПом, и экипаж корабля «Союз Т-13» (Владимир Джанибеков и Виктор Савиных) успешно состыковался со станцией в ручном режиме и восстановил её работу[3].
- Рабочее название фильма — «Дублёры».

## Фестивали и награды
- 1984 год — 17-й Всесоюзный кинофестиваль (Киев): в программе художественных фильмов специальный приз и диплом — фильму «Возвращение с орбиты»[4].